# Gor Minasjan
Gor Minasjan (armenisch Գոր Մինասյան; * 25. Oktober 1994 in Gjumri) ist ein armenischer Gewichtheber, der mittlerweile für Bahrain startet.

## Karriere
Er gewann bei den Olympischen Jugend-Spielen 2010 Silber. 2011 wurde er Jugend-Welt- und -Europameister. Bei den Junioren-Weltmeisterschaften 2012 gewann er Bronze. 2013 nahm er an den Europameisterschaften der Aktiven teil und erreichte den siebten Platz im Superschwergewicht. Bei den Junioren-Weltmeisterschaften kurz danach war er Zweiter. Allerdings wurde er bei der Dopingkontrolle positiv auf Norandrosteron getestet und für zwei Jahre gesperrt. Nach seiner Sperre wurde Minasjan bei den Weltmeisterschaften 2015 Vierter im Zweikampf und gewann Bronze im Reißen. Bei den Olympischen Spielen 2016 in Rio de Janeiro gewann er die Silbermedaille in der Klasse über 105 kg.
Im Jahr 2022 wechselte er vom armenischen zum bahrainischen Verband.
Bei den Olympischen Spielen 2024 in Paris gewann er die Bronzemedaille in der Klasse über 102 kg.